# Fuel Industries
Fuel Industries est une entreprise canadienne qui exerce son activité dans le domaine du marketing et de l'interactif en ligne. Fondé en 1999 par Mike Burns, Jeff Doiron, Dave Ozipko et Brian Nesbitt, l'entreprise a gagné plusieurs awards comme Digital Entertainment & Media Excellence Awards for Advergame of the year,,.

## Description

### DocumentaireAtari: Game Over
Le 28 mai 2013, l'Alamogordo City Commission accorde à l'entreprise canadienne de divertissement Fuel Industries un permis de six mois d'accès à la décharge, afin de filmer un documentaire sur l'enfouissement de jeux vidéo par Atari, et pour lancer les fouilles sur le site. Xbox Entertainment Studios prévoit de diffuser en 2014 le documentaire en exclusivité sur la Xbox One et Xbox 360, dans le cadre d'une série documentaire en plusieurs épisodes, produits par la société de production américano-britannique Lightbox. Malgré une interruption temporaire, en raison d'une plainte de la New Mexico Environmental Protection Division Solid Waste Bureau, prétextant des dangers potentiels, les complications sont réglées début avril 2014, permettant aux travaux de débuter. L'excavation est lancée le 26 avril 2014 et ouverte au public. Les vestiges des cartouches d'E.T. the Extra-Terrestrial et d'autres jeux Atari sont découverts dans les premières heures de l'excavation, rapporte Larry Hyrb de Microsoft, confirmant ainsi la légende,,.
Finalement, le documentaire Atari: Game Over, qui porte sur le site de la décharge et les fouilles qui ont eu lieu, est diffusé le 20 novembre 2014. Réalisé par Zak Penn, il est proposé gratuitement sur le service Xbox Video (Microsoft Movies & TV) de la console de jeux vidéo du même nom,.